# Walter Zimmermann (Fußballspieler)
Walter Zimmermann (* 17. April 1929 in Heusenstamm; † 14. Januar 2018 in Offenbach am Main), Spitzname Langer, war ein deutscher Fußballtorhüter. Er spielte von 1950 bis 1960 bei Kickers Offenbach in der Fußball-Oberliga Süd. Mit dem Verein erreichte er dreimal die Endrunde um die deutsche Fußballmeisterschaft.

## Kickers Offenbach

### Beginn
1950 wechselte Walter Zimmermann vom Bezirksligaverein TSV Heusenstamm, aus der damaligen vierthöchsten deutschen Liga, zu den Offenbacher Kickers. Sein erstes Spiel absolvierte er am 15. Oktober 1950 auf dem Bieberer Berg gegen den FC Bayern München.

### Stammspieler
Ab dem 15. Spieltag der darauffolgenden Saison 1951/52, am 9. Dezember 1951, avancierte Walter Zimmermann zum Stammtorwart des OFC. Er stand in allen folgenden Saisonspielen bis zum 4. Spieltag der Saison 1955/56 zwischen den Pfosten. Nach einer Fingerfraktur musste er fünf Spiele pausieren. In diesem Zeitraum verloren die Kickers vier von fünf Spielen. Seine Rückkehr ins Tor erfolgte im Oktober 1955 gegen den Lokalrivalen Eintracht Frankfurt. Das Spiel wurde vor 20.000 Zuschauern auf dem Bieberer Berg mit 4:0 gewonnen. Von diesem Zeitpunkt an bestritt Walter Zimmermann alle Pflichtspiele bis zum vorletzten Spieltag der Saison 1959/60 am 24. April 1960.
Nach den ersten zwei Anläufen in der Endrunde um die deutsche Fußballmeisterschaft 1955 und 1957 erreichten die Offenbacher Kickers in der Saison 1958/59 erneut die Endrunde. Eine Grundlage war die beste Abwehrleistung der Kickers in den 1950er Jahren mit nur 31 Gegentoren in 30 Spielen. Darunter 472 Minuten ohne Gegentreffer zwischen dem 7. und 13. Spieltag. Vor Walter Zimmermann im Tor spielten damals die Verteidiger Karl Waldmann und Alfred Schultheis sowie die Läufer-Reihe Heinz Lichtl, Helmut Sattler und Ernst Wade.
Als Team der letzten Minuten ist Kickers Offenbach in die Geschichte der DM-Endrunde 1959 eingegangen. Nach einem 0:2-Rückstand gegen den Hamburger SV drehten sie das Spiel noch um und siegten durch ein Tor von Hermann Nuber in der 84. Minute mit 3:2. Gegen Westfalia Herne gelang in der 88. Minute der 2:1-Siegtreffer. Im entscheidenden Spiel gegen Tasmania Berlin führte Tasmania vier Minuten vor Schluss mit 2:0. Doch dann ereignete sich Unglaubliches:

„Männer, die in den Kurven der Sportplätze alt geworden sind, bekannten: ‚Das haben wir noch nie erlebt! Sie sagten es wie von einem Wunder angerührt‘ (Sport-Illustrierte). Was war geschehen, dass die ganze Kampfbahn fast um den Verstand gebracht wurde, im unglaublichsten Spiel aller Zeiten? Nuber hatte in der 87. Minute den Anschlusstreffer erzielt. Berti Kraus glich in der 88. Minute aus. Helmut Preisendörfer nahm das Leder in der 89. Minute halbhoch aus der Luft – der Fünfmeter-Raum und die Torlinie waren vollgepropft mit Tasmania-Spielern – setzte es zwischen Verteidiger Bäsler und dem Pfosten ins Tor – 3:2, das ‚schönste Tor meines Lebens‘, sagte der Stürmer danach, und Berlins Mittelläufer Peschke: ‚Ich verstehe jetzt noch nicht, wie die drei Offenbacher Tore fallen konnten.“

Das darauffolgende Endspiel um die deutsche Fußballmeisterschaft fand am 28. Juni 1959 im Berliner Olympiastadion statt. Dabei unterlagen die Kickers mit 3:5 nach Verlängerung gegen Eintracht Frankfurt, die vom ehemaligen langjährigen Kickers Trainer Paul Oßwald trainiert wurden. Zum Ende der regulären Spielzeit stand es 2:2.
Insgesamt hat Walter Zimmermann in 254 Spielen in der Oberliga Süd das Offenbacher Tor gehütet. Er rangiert damit auf Platz 42 der Spieler mit den meisten Spielen in der Geschichte der Oberliga Süd von 1945 bis 1963. Als Torwart wurde er nur von Fritz Käser, mit 278 Spielen für den FC Schweinfurt 05, übertroffen.
Neben den sportlichen Erfolgen hat er durch Reisen mit Kickers Offenbach auch viele unvergessliche Eindrücke abseits des Spielfeldes sammeln können. Dazu gehören sein erstes internationales Spiel gegen den FC Barcelona im Stadion Camp de Les Corts 1952. Die fünfwöchige Ost-Asien Reise 1953 mit den Philippinen, Hongkong, Japan, Kalkutta und Pakistan, ebenso die Reisen in die Sowjetunion sowie 1958 in die USA.

### Ende der Spielerkarriere
Zur Saison 1960/61 wechselte er zurück zum TSV Heusenstamm. Er spielte dort noch mit seinem ehemaligen Mannschaftskamerad von Kickers Offenbach, dem Spielertrainer Helmut Preisendörfer für weitere zwei Jahre. In beiden Jahren wurde in der 1. Amateurliga die Vize-Meisterschaft erkämpft. Danach war Zimmermann bis 1965 Spielertrainer des TSV sowie von 1965 bis 1967 als sportlicher Leiter beim BSC 99 Offenbach aktiv.

## Beruf und Privates
Walter Zimmermann war gelernter Werkzeugmacher. Er hat diesen Beruf während und nach seiner sportlichen Karriere ausgeübt. Er war zuletzt als technischer Leiter bei Löhr & Bromkamp in Offenbach am Main beschäftigt.
Bis zum 83. Lebensjahr hat er sich aktiv der Brieftaubenzucht gewidmet. Er hatte zwei Söhne. Zimmermann verstarb am 14. Januar 2018.